# Beilschmiedia sericans
Beilschmiedia sericans är en lagerväxtart som beskrevs av André Joseph Guillaume Henri Kostermans. Beilschmiedia sericans ingår i släktet Beilschmiedia och familjen lagerväxter. Inga underarter finns listade i Catalogue of Life.